# Stimmloser alveolopalataler Frikativ
Der stimmlose alveolopalatale Frikativ (ein stimmloser, alveolopalataler Reibelaut) hat in verschiedenen Sprachen folgende lautliche und orthographische Realisierungen:
- Hochchinesisch (Pinyin): x.
  - Beispiel(e): 西 xi
- Konservatives Kantonesisch (Jyutping): sh.
  - Beispiel(e): 說 shyut3 (im Gegensatz zu 雪 syut3)
  - Anmerkung: Seit den 50er Jahren haben die meisten Wörterbücher die Unterscheidung von jeweils c [tsʰ] und ch [tɕʰ], s [s] und sh [ɕ], z [ts] und zh [tɕ] aufgegeben, es gibt aber immer noch Sprecher, die hier klar unterscheiden.
- Japanisch: der im Hepburn-System als sh wiedergegebene Konsonant der Silben shi, sha, shu und sho (Nippon-/Kunrei-System: si, sya, syu, syo)
  - 支社 shisha = [⁠ɕiɕa⁠] „Zweigstelle“
- Polnisch: ś oder si.
  - Beispiel: śnić (träumen)
- Russisch: щ
  - Beispiel: щука = [ˈɕːʉkə] „Hecht“
- Schwedisch: k vor Vorderzungenvokal, kj, tj.
  - Beispiel: kjolⓘ/? [ɕu:l] (Rock)

- In mehreren deutschen Dialekten wird das helle ch oft so ausgesprochen, z. B. im Thüringischen. In einigen Dialekten betrifft dies sogar das /sch/. In diesem Fall lauten also beide gleich.
  - Beispiel: Geschichte [ɡəˈɕɪɕtʰə] statt [ɡəˈʃɪçtʰə]